# Внешняя политика Непала
Внешняя политика Непала — это общий курс Непала в международных делах. Внешняя политика регулирует отношения Непала с другими государствами. Реализацией этой политики занимается министерство иностранных дел Непала.

## История
Непал не имеет выхода к морю и располагается между двумя своими крупными соседями — Китайской Народной Республикой и Индией. На севере страны Гималаи являются естественной и почти непроходимой границей с Китаем. На юге, востоке и западе Непал окружен Индией. Не имея выхода к морю Непал попал в зависимость от Индии из-за осуществления через её территорию транзита товаров. Во время существования Британской Индии (1858—1947) Непал следовал политике изоляционизма. Подобная политика была сформирована благодаря тому, что страна частично избежала колонизационных экспансий и сохранила независимость. С середины XIX века, когда Британская империя окончательно покорила Индию, а династия Цин (1644—1911) в Китае находилась в упадке, Непал сумел заключить договорные отношения с Лондоном на наилучших для себя условиях. Сохранив автономию во внутренней политике, Непал получил гарантию того, что Британская империя защитит его в случае возникновения внешней агрессии. Взамен Лондон получал из Непала подразделения солдат-гуркхов, которые стали играть жизненно важную роль для поддержания порядка в Британской Индии.
В 1950-х годах Непал начал отходить от политики изоляционизма, сменив ориентацию на приверженность нейтралитету и Движению неприсоединения. В 1973 года на саммите Движения неприсоединения в Алжире король Непала Бирендра заявил, что Непал, расположенный между двумя самыми густонаселенными странами мира, желает, чтобы его границы были объявлены зоной мира. В 1975 году король Непала Бирендра официально попросил другие страны поддержать его предложение. С тех пор концепция Непала как зоны мира стала основной темой внешней политики Катманду. По состоянию на середину 1991 года Непал был одобрен как зона мира более чем 110 странами. Многие из этих стран также рекомендовали подобных подход и другим странам региона. Однако, без одобрения Индии и бывшего Советского Союза перспектива более широкого международного признания стала нереалистичной.
В начале 1990-х годов Непал установил дипломатические отношения с примерно 100 странами. Непал стал активным членом Организации Объединённых Наций (ООН), а также был одним из основателей Ассоциации регионального сотрудничества Южной Азии (СААРК) и успешно развивал ряд двусторонних и многосторонних программ в области экономики, культуры и технической помощи. Из-за своей географической близости и исторических связей с Китаем и Индией внешняя политика Непала была сосредоточена главным образом на поддержании тесных и дружественных отношений с этими двумя странами, а также на обеспечении собственной национальной безопасности и независимости. В 1991 году отношения Непала с Соединёнными Штатами Америки, Европейским союзом и СССР получили дополнительный вектор развития.
С 1951 по 1996 год Непал, как правило, старался поддерживать сбалансированные отношения как с Индией, так и с Китаем. Однако, география и традиционные культурные, политические и экономические связи сделали отношения Непала с Индией ближе, чем с Китаем. Тем не менее, чтобы не попасть в сильную зависимость от Индии, непальские власти иногда разыгрывали так называемую «китайскую карту». В 1996 году в Непале началась гражданская война. Непальские маоисты выражали ярко выраженные антииндийские взгляды и пользовались политической поддержкой КНР. После свержения монархии и прихода левых сил к власти в Непале, эта страна стала налаживать тесные контакты с КНР, однако высказывались мнения, что на самом деле приход непальских повстанцев к власти был выгоден только Индии, и их тренировочные лагеря располагались на территории этой страны.